# بنو قلاوون
بني قَلَاوُونَ هي سلالة مصرية أسسها الملك المنصور سيف الدين قلاوون بعد إزاحة بيت الظاهر بيبرس من الحكم عام 1279 م، و توليه حكم السلطنة المصرية المملوكية و علي رغم أن مبدأ وراثة العرش لم يكن مألوفا لدي أمراء المماليك إلا أن الحكم استمر في ذريته زهاء قرن من الزمان بسبب السياسة التي اتبعها ابنه الناصر محمد بن قلاوون في توطيد ملكه بمصر، و كسبه ولاء الشعب المصرى.

## دولة بني قلاوون

### الفتوحات العسكرية
تحت حكمهم وصلت السلطنة أقصى اتساع جغرافي في تاريخها تحت حكمهم تم هزيمة دولة مغول فارس (إحدى خانيَّات إمبراطوريَّة المغول) في معركة حمص الثانية وفتح عكا و انهاء التواجد الصليبي في المشرق و فتح السودان بقيادة عز الدين الكوراني و الحاق هزيمة بالممالك النوبية المسيحية ارسال حملة بقيادة ابن صابر المقدم لقمع تمردات بلاد الشام، وقمع تمرد القبائل العربية في الحجاز قاموا ايضا بضم جنوب الأناضول و أرمينيا الصغرى و تدمير مملكتهم نهائيا في عهد شعبان الثاني، و في عهدهم أصبحت الدولة الحفصية ( تتكون من ليبيا وتونس اليوم) عام 1311م تابعة لهم بعد هزيمة حاكمها أبو البقاء خالد الناصر الأول و اجلس مكانه الأمير أبو يحيى زكرياء الأول  ، و في عهد الناصر محمد استاطعت قواته فتح بغداد و الدعاء له علي منابرها.

### الانجازات العمرانية
كان لهم ايضا انجازات في العمران بجانب الانجازات العسكرية تحت حكمهم وصلت الدولة لقمة الحضارة والعمران فالمنصور قلاوون أنشأ مجموعة السلطان المنصور قلاوون و قام ابنه الناصر محمد بمفرده ببناء 89 جامع و73 مدرسة و33 مسجد و 5 بيمارستانات (مستشفيات كبيرة) و25 زاوية و22 خانقاه و22 رباط و قامت السيدة تتر بنت الناصر محمد بن قلاوون بأنشاء مدرسة وقبة تتر الحجازية في عهد أخاها السلطان الناصر بدرالدين حسن تم بناء الهرم المصري الرابع مسجد السلطان الناصر حسن في القاهرة.

### الاهتمام بالعلم و العلماء
كانت القاهرة هي عاصمة العالم الإسلامي سياسيا و علميا و كان لديهم اهتماماً كبيراً بالعلم والعلماء سواء في علوم الدنيا و الدين و في عصرهم ظهر الكثير من العلماء المسلمين و المصريين و من ابرزهم مخترع قانون النسب الثابتة في الإتحاد الكيميائي و هو العالم عز الدين الجلدكي و عالم الرياضيات ابن الهائم المقدسي الذي ألف «المقنع في علم الجبر والمقابلة» وهي قصيدة قوامها 59 بيتاً من الشعر في الجبر و من المؤرخين شمس الدين الذهبي وابن كثير عاش في عصرهم ابن النفيس مكتشف الدورة الدموية الصغرى كما انه عمل في مستشفى المنصوري الذي أنشأه السلطان قلاوون، و أصبح «رئيسًا للأطباء» ، و من علماء الدين شيخ الإسلام ابن تيمية وابن الفركاح الدمشقي وابن قيم الجوزية وشرف الدين الدمياطي من الشعراء صفي الدين الحلي وابن نباته الذي اممتدح الناصر حسن و أسرته قائلا:

## مصيرهم
استمر حكم بني قلاوون لمدة قرن من الزمان كان هذا أمر نادر الحدوث في سلطنة المماليك حيث أن الحكم كان لمن غلب الا ان سياسة المنصور قلاوون و ابنه الناصر محمد ابقت الحكم في ذريتهم حتي اطيح بأخر سلاطينها الصالح صلاح الدين حاجي علي يد أمراء المماليك البرجية بقيادة الظاهر سيف الدين برقوق.
يذكر المؤرخ ابن تغري البردي بأنه بعد سقوط حكم بني قلاوون كان هناك اعداد كبيرة من العوام يقومون بزيارتهم في مقر اقامتهم بقلعة القاهرة.لا يوجد ذكر في السجلات التاريخية بأن بني قلاوون تعرضوا لأي محاولة ابادة من المماليك البرجية كما فعل بني العباس في بني أمية كان اخر ذكر لهم بوفاة السلطان القلاووني الاخير المنصور حاجي بن قلاوون عام 1412 م في قصر بني قلاوون المعروف بقصر الأبلق بعد وفاته اختفي ذكر العائلة من السجلات التاريخية والرسمية.
يقال ان عائلة الألفي تنحدر من نسل بني قلاوون و هم يتمركزون اليوم في مدن مصرية عديدة على رأسها مركز ههيا في محافظة الشرقية.